# Wie ein Licht in der Nacht (Film)
Wie ein Licht in der Nacht ist ein Fernsehfilm aus dem Jahr 2010, der sich dem Thema Alkoholismus widmet. Florian Baxmeyer führte Regie und Thorsten Näter schrieb das Drehbuch. Die Handlung beschränkt sich nicht nur auf die Gründe und das Verhalten von alkoholkranken Menschen, sondern zeigt auch den schweren Weg des Entzuges und der Therapie.

## Handlung
Carla kommt fast zu spät zur Preisverleihung an ihre Tochter in einem großen Hamburger Flugzeugbauunternehmen. Sie muss ihre Tochter fragen, welchen Preis sie eigentlich bekomme. Sie trifft dort auf ihren Ex-Mann, der sich bereits vor 10 Jahren von ihr getrennt hat, und dessen Partnerin. Carla strahlt Selbstbewusstsein aus; sie ist erfolgreiche Maklerin in einer großen Immobilienfirma. Der Verkauf ihrer letzten großen Immobilie, bevor sie ihren Ruhestand antritt, lässt sie vorzeitig aufbrechen. Die Ehrung ihrer Tochter kann sie nicht abwarten, ihr Sektglas trinkt sie noch hastig aus.
Nach einer Abschiedsfeier in ihrer Firma erwartet sie die Einsamkeit des Ruhestands. Ihr Alkoholkonsum nimmt zu: vom Champagner geht es über Wermut zum Cognac. Der Alkohol war schon während ihrer Zeit als Maklerin ihr Begleiter und half ihr über Versagensängste hinweg. Denn schon immer hatte sie sich über den Erfolg als Maklerin definiert, dabei Tochter und Familie hintangestellt. So kam es zur Scheidung von ihrem Mann und zum distanzierten Verhältnis zu ihrer Tochter. Sie will wenigstens ihre Tochter auf dem Flughafen verabschieden, die mit einem halbjährigen USA-Arbeitsaufenthalt ausgezeichnet wurde. Doch durch den täglichen Alkoholkonsum verpasst sie beinahe den Termin und fährt angetrunken zum Flughafen.
Schließlich wird sie vom Hausmeister im Alkoholkoma in ihrer Wohnung gefunden und mit dem Rettungsdienst in eine Klinik gebracht. Immer noch weist sie es weit von sich, ein Alkoholproblem zu haben. Eine Entzugsbehandlung habe sie nicht nötig, da sie doch nur ab und zu mal über die Stränge schlage. Wieder kauft sie schamvoll eine Flasche Cognac. Doch ehe sie das schon eingeschenkte Glas anrührt, bittet sie den Hausmeister um Hilfe. Er bringt sie in eine Klinik zur Entzugstherapie. Der Film spart auch die körperliche Härte des medizinisch begleiteten Entzugs nicht aus. Am Ende steht Carla vor einem großen seelischen Loch, das es zu füllen gilt. Sie muss schonungslose Lebensinventur halten und ihre Lebenslügen aufgeben.  
Glücklicherweise ist der Hausmeister ein trockener Alkoholiker und Leiter einer Selbsthilfegruppe, so dass er Carla begleiten kann, die das nun willig zulässt. Sie hat begriffen, dass sie Hilfe braucht. Die Menschen, die ihr helfen, seien wie „Lichter in der Nacht“. Auch versucht sie Menschen, die gegen ihre Alkoholabhängigkeit kämpfen, zu unterstützen. Nun kann sie auch daran gehen, das Verhältnis zu ihrer Tochter zu normalisieren.

## Produktion
Der Film wurde von der Firma Aspekt Telefilm-Produktion GmbH (Hamburg) im Auftrage von ARD Degeto Film (Frankfurt am Main) produziert. Die Dreharbeiten fanden vom 28. April bis 31. Mai 2010 in Hamburg statt. Die Erstaufführung war beim Filmfest Hamburg am 3. Oktober 2010. Die Erstausstrahlung in ARD und ORF2 war am 26. April 2011.

## Kritiken
„Sensibel entwickeltes, intensiv gespieltes (Fernseh-)Drama, das Klischees weitgehend vermeidet und als Porträt einer Frau fesselt, die offenen Auges auf einen Abgrund zusteuert.“
„Man mag es kaum glauben, dass diese nach außen so vor Selbstbewusstsein strotzende Frau in Richtung Abgrund taumelt. Der bestimmende Unterton bleibt solange, bis fast gar nichts mehr geht. Die Psychologie und Soziologie der Heldin ist gut grundiert, wirkt plausibel, auf den ersten wie den zweiten Blick, und entsprechend stimmig ist das Psychogramm, das Christiane Hörbiger am Ende abliefert.“
"Das Drama „Wie ein Licht in der Nacht“ bildet einen weiteren Höhepunkt der Karriere [von Christiane Hörbiger]. Mit der einsamen, alkoholabhängigen Carla spielt sie eine der mutigsten Rollen ihrer Laufbahn – und ihre Kunst besteht darin, diese Figur mit ungeheurer Intensität und zugleich fernab aller Klischees zu verkörpern. Nicht zuletzt dank Hörbigers nuancenreicher Darstellung wird der Film zum bewegenden Porträt einer Frau, die sich unaufhaltsam auf einen Abgrund zubewegt."